# خیزش کراکوف
خیزش کراکوف (لهستانی: Powstanie krakowskie) عملیاتی بود که جنبش مقاومت لهستان در هنگام اشغال این کشور در جنگ جهانی دوم برای خیزش در شهر کراکوف در نظر گرفته بود اما هیچ‌گاه اجرایی نشد.

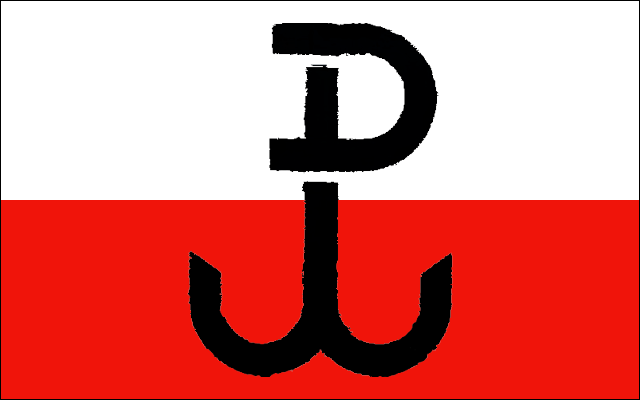
لنگر، نماد ارتش میهنی

## پیشینه
ارتش میهنی لهستان در تابستان ۱۹۴۴ بسیار درگیر بود. ارتش سرخ با شکست ورماخت داشت به سمت غرب پیشروی می‌کرد و ارتش میهنی قصد داشت با انجام خیزش‌های سراسری که به عملیات تندباد معروف بود شهرها را پیش از رسیدن قوای شوروی به تصرف خود در بیاورد.
عملیات‌هایی مانند عملیات دروازه سپیده‌دم، خیزش لووف و از همه مهم‌تر خیزش ورشو انجام شده بود اما عملیات در کراکوف که یکی از شهرهای مهم کشور بود نتوانست اجرا شود.

## دلایل لغو عملیات
آندرج خوالبا از دانشگاه یاگیلونیا اعتقاد دارد که ارتش میهنی تاریخ ۱۰ اکتبر ۱۹۴۴ را برای عملیات در نظر گرفته بود اما به دلایل زیر این مهم اجرایی نشد:

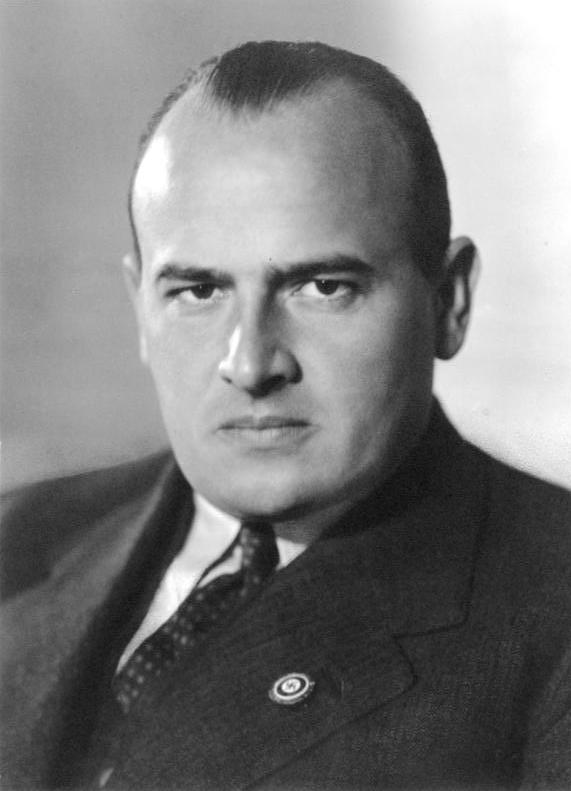
هانس فرانک فرماندار نظامی دولت عمومی.

- سربازان ارتش میهنی در ناحیه کراکوف اکثراً فاقد سلاح مناسب بودند. تخمین زده می‌شود که تنها ۱۰ تا ۱۵ درصد واحدهای ارتش میهنی در ناحیه کراکوف مسلح بودند.
- کراکوف پایتخت دولت عمومی بود و پادگان ۳۰ هزار نفری ورماخت در آن بسیار قوی‌تر از ورشو بود. همچنین ۱۰ هزار مقام آلمانی که همگی مسلح بودند در کراکوف حضور داشتند.
- در تابستان ۱۹۴۴ با رسیدن به رود ویستولا ارتش سرخ عملیات خود را متوقف نمود که همین مسئله به نیروهای آلمانی امکان می‌داد تا قوای خود را در کراکوف تجمیع کنند.
- گشتاپو که از خطر خیزش آگاه بود در ۶ اوت ۱۹۴۴ دستور بازداشت همه مردان جوان کراکوف را صادر نمود.
- آدام استفان ساپیخا که اسقف اعظم کلیسای کاتولیک و بلندپایه‌ترین مقام لهستانی در شهر بود به شدت با خیزش مخالفت داشت. او از ژنرال یوزف هارپه خواسته بود جهت حفظ بناهای تاریخی شهر و مردم آن، ارتش آلمان کراکوف را «شهر آزاد» اعلام نماید. در ۷ اوت ۱۹۴۴ هارپه در پاسخ اعلام داشت که آلمانی‌ها قصد حفظ و دفاع از شهر را دارند اما سوگند می‌خورد که ورماخت دست به آزار غیرنظامیان نزند اما در صورت خیزش تمام شهر نابود خواهد شد.

تئودور گاسیوروفسکی از مؤسسه یادبود ملی در کراکوف می‌گوید که واحدهای ارتش میهنی قصد داشتند حمله خود را به محله آلمانی‌نشین در اطراف دانشگاه علم و صنعت (کراکوف) متمرکز کنند تا بتوانند مقامات آلمانی و ساختمان‌های اداری را به دست بگیرند اما به دلیل برتری واضح نیروهای آلمانی در شهر این نقشه لغو شد. مقامات از احتمال خیزش خبر داشتند و در ۳ سپتامبر ۱۹۴۴ هانس فرانک از اسقف اعظم شهر درخواست کرد که برنامه خیزش متوقف گردد.
با توجه به این وضعیت واحدهای ارتش میهنی در کراکوف تصمیم گرفتند تا به یاری پایتخت بشتابند و بهترین واحدهایشان برای کمک به خیزش ورشو حرکت کردند. لهستانی‌ها امیدوار بودند به مدد آشفتگی نیروهای آلمانی بتوانند از میان خطوط ایشان گذشته و به ورشو برسند اما در میخوف با یک لشکر آلمانی مواجه و متوقف شدند.